# Краматорський провулок (Київ)
Крамато́рський прову́лок — провулок у Голосіївському районі міста Києва, місцевість Ширма. Пролягає від Краматорської вулиці (двічі, утворюючи дугу).

## Історія
Провулок виник у середині XX століття під назвою 763-тя Нова вулиця, з 1953 року — Крутогорна вулиця. Сучасна назва — з 1955 року (повторне перейменування номерної вулиці).